# Ussama Nancuta Mutumane
Ussama Nancuta Mutumane (Maputo, 1º marzo 1991) è un calciatore mozambicano, centrocampista del Ferroviário Maputo.

## Carriera

### Club
Il 21 gennaio 2017 viene acquistato a titolo definitivo dalla squadra albanese del Luftëtari.